# Гуманітарна географія
Гуманітарна географія —  міждисциплінарний науковий напрям, що вивчає різні способи  уявлення і  інтерпретації земних просторів в людській діяльності, включаючи уявну (ментальну) діяльність.
Гуманітарна географія розвивається у взаємодії з такими науковими областями і напрямками, як когнітивна наука, культурна антропологія, культурологія, філологія, політологія і міжнародні відносини, геополітика і політична географія, мистецтвознавство, історія.

## Історія терміна
Термін гуманітарна географія вперше ввів 1984 року радянський географ Д. В. Ніколаєнко як спробу оформити нову дисципліну (географію людини) в протиставленні вкрай економізованій радянській суспільній географії. Пропозиція Ніколаєнка не мала якої-небудь суттєвої підтримки та розвитку.
В кінці 1990-х рр. термін був привласнений школою російського географа і культуролог а  Д. М. Замятіна для об'єднання самостійних наукових напрямків, які мають багато спільних рис у  методології досліджень, в єдиний науковий напрям.
В англомовній літературі термін «гуманітарна географія» (англ. humanitarian geography) не набув поширення, головним чином, через наявність усталених термінів humanistic geography (гуманістична географія) і human geography (суспільна географія в цілому).
Представники громадської географії вважають, що термін став використовуватися виключно в контексті  когнітивної географії, що викликає їх різкий протест. Так, Ю. Н. Гладкий називає це некоректною «приватизацією» терміна. Відповідно, під гуманітарною географією Ю. М. Гладким розуміється вітчизняний аналог  human geography , тобто розширена суспільно-гуманітарна географія, оскільки іншого допустимого перекладу на російську мову цього поняття, на його думку, не існує.

## Базові поняття
- Культурний ландшафт
- Географічний образ
- Територіальна (просторова) ідентичність
- Просторовий міф (регіональна міфологія)

## Основні напрямки
- Культурне ландшафтознавство
- Образна (імажінальная) географія
- Сакральна географія
- Міфогеографія
- Когнітивна географія